# La Prophétie (X-Files)
La Prophétie (Provenance et Providence) est un double épisode constituant les 9e et 10e épisodes de la saison 9 de la série télévisée X-Files. Dans cet épisode, qui fait partie de l'arc mythologique de la série, Doggett, Reyes et Scully doivent sauver le fils de Scully.

## Résumé
Des documents en Navajo sont retrouvés dans la sacoche d'un motard qui a eu un accident alors qu'il tentait de passer illégalement la frontière canado-américaine. Scully est convoquée à une réunion avec Alvin Kersh, Skinner et Brad Follmer. On lui montre une copie des documents et on lui demande si elle peut les identifier. Après la réunion, Scully explique à Doggett et Reyes que les documents sont similaires à ceux qu'elle a trouvés sur un engin spatial accidenté trois ans auparavant. Pendant ce temps, le motard utilise un artefact extraterrestre qui commence à le guérir de ses blessures.

## Distribution
- Gillian Anderson : Dana Scully
- Robert Patrick : John Doggett
- Annabeth Gish : Monica Reyes
- Mitch Pileggi : Walter Skinner
- James Pickens Jr. : Alvin Kersh
- Cary Elwes : Brad Follmer
- Bruce Harwood : John Fitzgerald Byers
- Tom Braidwood : Melvin Frohike
- Dean Haglund : Richard Langly
- Neal McDonough : l'agent Robert Comer
- Denis Forest : le lieutenant-colonel Zeke Josepho
- McNally Sagal : la kidnappeuse
- Alan Dale : l'homme au cure-dents
- Sheila Larken : Margaret Scully (première partie seulement)
- James Parks : l'agent Terry Sullivan (première partie seulement)

## Accueil

### Audiences
Lors de sa première diffusion aux États-Unis, la première partie de l'épisode réalise un score de 5,5 sur l'échelle de Nielsen, avec 8 % de parts de marché, et est regardée par 9,70 millions de téléspectateurs. La deuxième partie obtient quant à elle un score de 5,2, avec 7 % de parts de marché, et est suivie par 8,40 millions de téléspectateurs.

### Accueil critique
L'épisode obtient des critiques plutôt défavorables. John Keegan, du site Critical Myth, donne aux deux parties la note de 9/10,.
Todd VanDerWerff, du site The A.V. Club, donne respectivement aux deux parties les notes de D et C. Dans leur livre, Robert Shearman et Lars Pearson lui donnent la note de 1/5. Le site Le Monde des Avengers lui donne la note de 1/4.